# Кременец (гора)
Кременец (укр. Кременець; тюрк. kermen — «крепость», в разговорном языке — Кремянец) — гора в городе Изюм Харьковской области Украины.
Высота этой возвышенности — 218 м над уровнем моря и 150 м над Северским Донцом. Находится по дороге от центра Изюма. Гора является геологическим памятником природы, интересна обнажениями верхнемеловых и юрских пород с многочисленными останками органического мира. С горы открывается великолепный вид — почти круговая панорама. В центре внизу — город, окруженный рекой Северским Донцом и пригороды за рекой. Видны большие Изюмский, Букинский и Святогорский леса. В ясную погоду можно разглядеть Святогорский монастырь и гору с противоположной стороны Изюмского леса.

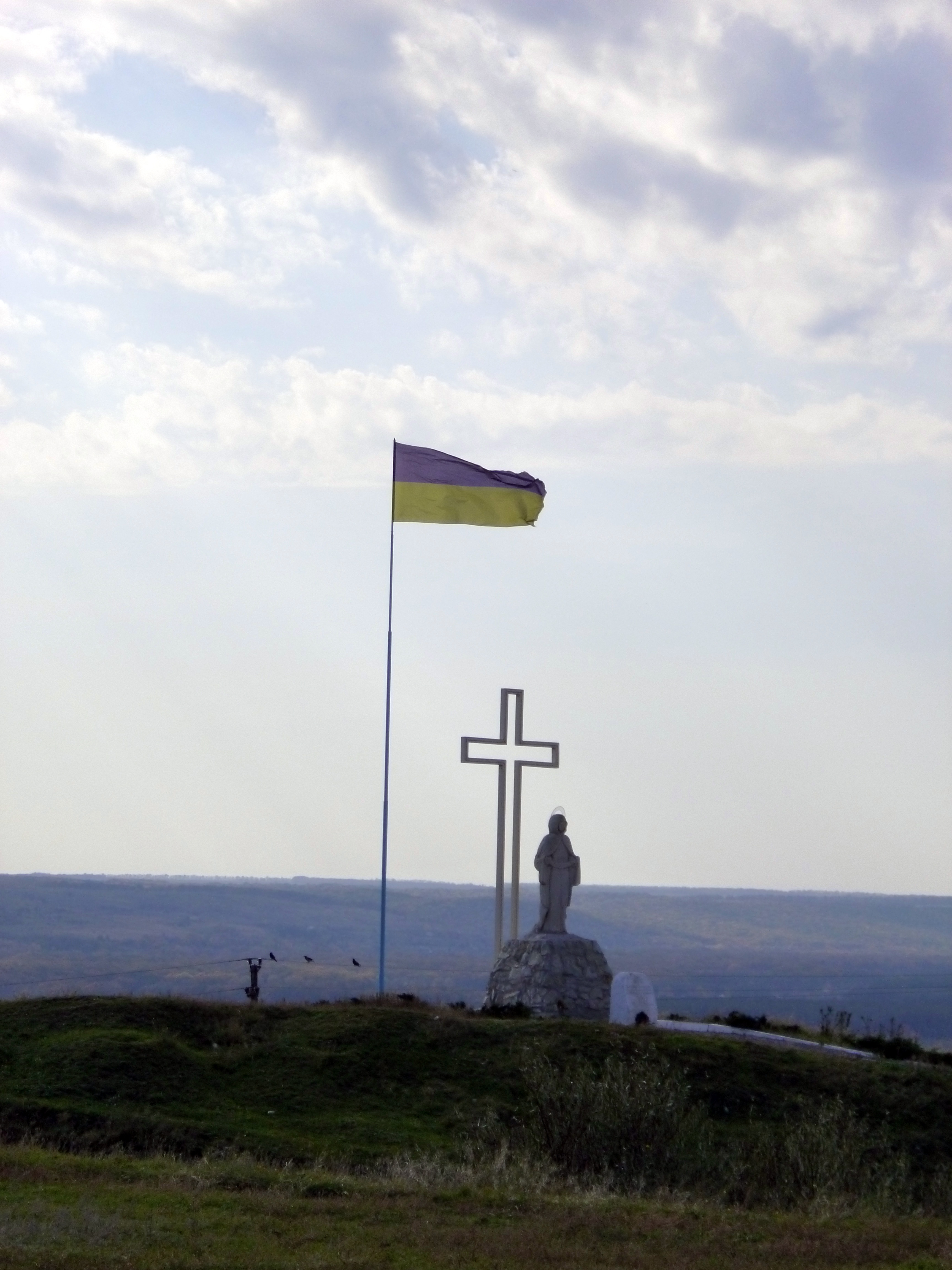
Памятник жертвам Голодомора

Гора Кременец ошибочно считается самой высокой точкой Харьковской области. Наивысшая точка области расположена в Богодуховском районе — к северо-западу от села Лютовка. Это водораздельный участок, часть Среднерусской возвышенности, максимальная точка которой в пределах Харьковщины достигает 236,5 метров.
Кременец — это ещё и выдающийся памятник истории. В XIV веке на вершине горы располагалось татарское укрепление — «кермен», остатки которого ещё были заметны до конца прошлого века. Название, видимо, было трансформировано в созвучные русские слова «кремль», «кремень» и дало имя горе Кременец. Позже это место занимали русские дозоры. А в 1681 году здесь было начато строительство «малого города» — крепости, вал и ров которой в отдельных местах сохранились. Сохранила гора и память о Великой Отечественной войне — на её вершине расположен мемориал. Памятник был сооружен к сорокалетию Победы, здесь можно увидеть много военной техники.
На горе стояли 9 половецких каменных баб.

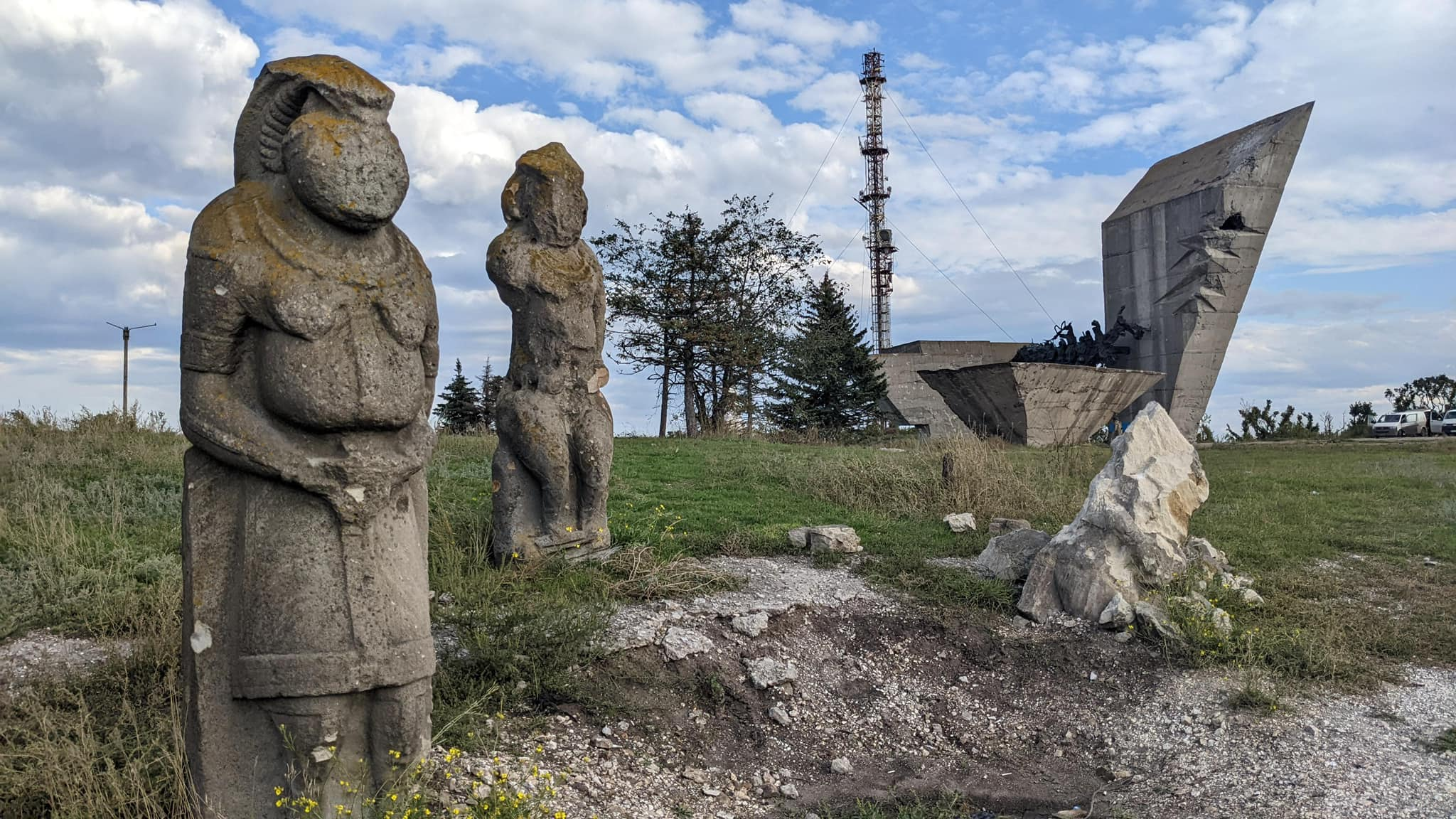
Кременец после боёв (2022). Справа — разбитая баба и повреждённый мемориал

Расположенные на горе памятники пострадали в ходе боёв за Изюм при вторжении России на Украину. В марте российская армия частично разрушила обстрелами мемориал погибшим в Великой Отечественной войне. Пострадали и расположенные поблизости каменные бабы, одна из которых разрушена. В ноябре 2023 года бабы были перевезены в Харьков для реставрации.